# Isaac Andrade
Isaac Andrade (Lima, 13 de julio de 1937 - Lima, 2 de abril de 2018) fue un futbolista peruano que jugaba como defensa y fue parte de la selección de fútbol del Perú en los años 1950.

## Trayectoria
Inició su división de menores en Sport Boys en el año 1950, debutó en el equipo profesional como lateral izquierdo a los 17 años en un partido amistoso en 1955 en el Estadio Nacional del Perú enfrentando a al equipo Alianza Lima fue victoria rosada por 3-1. Fue campeón de la Primera División del Perú con Sport Boys en 1958 donde jugaba como lateral izquierdo. En 1962 emigró a Argentina para jugar en Ferro Carril Oeste.

### Trayectoria en Argentina
Comenzó jugando en el Ferrocarril Oeste: debutó en ferro el 25-3-1962 1-0 contra San Lorenzo y su último partido fue el 4-11-1962 (25 °F.) Boca Juniors:3 vs Ferro Carril Oeste:1. pasando el año siguiente a Vélez Sársfield. Debut en Vélez Sarsfield:28-4-1963 (1 °F.) Vélez Sarsfield:2 vs Racing:1. Su primer gol se lo marcó en:17-11-1963 (25 °F.) Rosario Central:3 vs Vélez Sarsfield:3 (ST:43'). su último partido fue el:24-11-1963 (26 °F.) Vélez Sarsfield:1 vs Estudiantes (La Plata):2. En 1964 pasó al Club Atlético Atlanta junto al arquero Abel Sarmiento como parte de la transferencia de Juan Carlos Carone a Vélez. En su periodo por Atlanta fue bautizado como el judío negro; su debut en Atlanta fue: 26-4-1964 (1 °F.) Boca Juniors:2 vs Atlanta:4. Primer Gol:4-10-1964 (21 °F.) Atlanta:3 vs Rosario Central:1 (ST:27').su último partido en Atlanta lo jugó el :13-3-1966 (2 °F.) Atlanta:0 vs San Lorenzo:0. En 1966  se conoció un interés por parte del club River Plate pero debido a que el club de la capital envió tarde el fax por el pase del peruano firmó por los cerveceros. Debut en Quilmes:3-4-1966 (5 °F.) San Lorenzo:1 vs Quilmes:3. Último Partido:14-12-1969 (N) (17 °F.) Talleres de Córdoba:3 vs Quilmes:2.  
Regresó al Perú para jugar por Sport Boys y en Estudiantes San Roberto de la Segunda División del Perú.

### Retiro
Tras su retiro como jugador fue entrenador del José Gálvez y del Club Deportivo Sider Perú, ambos de Chimbote a fines de los 70s.
Tuvo el desprendimiento de retina de su ojo izquierdo tras un accidente en un entrenamiento cuando jugaba en Sport Boys. Años después sufrió de ceguera por ese accidente.

## Selección nacional
Ha sido internacional con la selección de fútbol del Perú en 5 partidos. Debutó en la selección durante la Copa América 1956 el 1 de febrero de ese año jugando ante la selección brasileña cuando ingresó en reemplazo de Víctor Salas.

### Participaciones en Copa América
| Eurocopa                       | Sede      | Resultado |
| ------------------------------ | --------- | --------- |
| Campeonato Sudamericano 1956   | Uruguay   | Sexto     |
| Campeonato Sudamericano 1959-I | Argentina | Cuarto    |

## Clubes
| Club                    | País      | Año         |
| ----------------------- | --------- | ----------- |
| Sport Boys              | Perú      | 1954 - 1960 |
| Defensor Lima           | Perú      | 1961        |
| Ferro Carril Oeste      | Argentina | 1962        |
| Vélez Sársfield         | Argentina | 1963        |
| Atlanta                 | Argentina | 1964 - 1966 |
| Quilmes                 | Argentina | 1966 - 1969 |
| Sport Boys              | Perú      | 1970        |
| Estudiantes San Roberto | Perú      | 1971        |

## Estadísticas
| Club               | Temp. | Total oficial | Total oficial |
| Club               | Temp. | PJ            | Goles         |
| ------------------ | ----- | ------------- | ------------- |
| Sport Boys         | 1954  | 10            | 0             |
| Sport Boys         | 1955  | 15            | 0             |
| Sport Boys         | 1956  | 15            | 0             |
| Sport Boys         | 1957  | 20            | 1             |
| Sport Boys         | 1958  | 21            | 1             |
| Sport Boys         | 1959  | 16            | 0             |
| Sport Boys         | 1960  | 10            | 0             |
| Ferro Carril Oeste | 1962  | 21            | 0             |
| Vélez Sársfield    | 1963  | 18            | 1             |
| Atlanta            | 1964  | 29            | 1             |
| Atlanta            | 1965  | 19            | 0             |
| Atlanta            | 1966  | 2             | 0             |
| Quilmes            | 1966  | 26            | 0             |
| Quilmes            | 1967  | 22            | 0             |
| Quilmes            | 1968  | 2             | 0             |
| Quilmes            | 1969  | 7             | 0             |
| Sport Boys         | 1970  | 6             | 0             |
| Total              | Total | 264           | 4             |

## Palmarés

### Campeonatos nacionales
| Título           | Club       | País | Año  |
| ---------------- | ---------- | ---- | ---- |
| Primera División | Sport Boys | Perú | 1958 |